# José Fernández Santini
José Antonio Fernández Santini (* 14. Februar 1939 in San Vicente de Cañete, Provinz Cañete) ist ein ehemaliger peruanischer Fußballspieler und -trainer.

## Karriere

### Verein
Fernández Santini begann seine Karriere 1957 bei Universitario de Deportes aus der Landeshauptstadt Lima. Mit Ausnahme der Spielzeit 1962 spielte er für diesen Klub bis 1970. Während dieser Zeit gewann er sechsmal die peruanische Meisterschaft.
1971 wechselte er zu Defensor Lima, wo er 1973 einen weiteren Meistertitel gewann und 1974 seine Spielerkarriere beendete.

### Nationalmannschaft
Zwischen 1959 und 1973 bestritt Fernández Santini 37 Länderspiele für die peruanische Fußballnationalmannschaft, in denen er zwei Tore erzielte.
1959 nahm er mit der peruanischen Auswahl an der Campeonato Sudamericano in Argentinien teil und belegte den vierten Turnierplatz.
Anlässlich der Fußball-Weltmeisterschaft 1970 in Mexiko wurde er in das peruanische Aufgebot berufen. Bei diesem Turnier kam er bei der 2:4-Niederlage im Viertelfinale gegen den späteren Weltmeister Brasilien zum Einsatz.

### Trainerkarriere
Nach Ende seiner aktiven Laufbahn als Spieler war Fernández Santini bis Mitte der 1990er Jahre als Trainer tätig. Von 1988 bis 1989 betreute er die peruanische Nationalmannschaft.

## Privates
Er ist der Neffe der Fußballspieler Arturo, Teodoro und Eduardo Fernández.

## Erfolge
- Peruanischer Meister: 1959, 1960, 1964, 1966, 1967, 1969 und 1973